# 初恋 (オユンナの曲)
「初恋」（はつこい）は、モンゴル出身の女性歌手オユンナの4枚目のシングル。

## 解説
1992年8月21日にポニーキャニオンよりリリースされた。税理士制度50周年イメージソング。
カップリング曲にオユンナのデビュー曲である「天の子守歌」の原曲であるモンゴル語ヴァージョンが収録された。

## 収録曲
1. 初恋
  - 作詞/作曲: 谷村新司、編曲: 佐孝康夫
2. 天の子守歌-モンゴル語ヴァージョン- 
  - 作詞:エルデネツェツェグ、作曲: オユンナ、編曲: 川崎康宏

## 収録アルバム
- オユンナII黄砂（1992年9月2日）